# Axonopus succulentus
Axonopus succulentus är en gräsart som beskrevs av George Alexander Black. Axonopus succulentus ingår i släktet Axonopus och familjen gräs. Inga underarter finns listade i Catalogue of Life.